# Frederic Wilhelm al IV-lea al Prusiei
Regele Frederic Wilhelm al IV-lea al Prusiei (germană Friedrich Wilhelm IV. von Preußen),  (n. 15 octombrie 1795, Berlin, Regatul Prusiei – d. 2 ianuarie 1861, Potsdam, Regatul Prusiei), fiul cel mare și succesorul regelui Frederic Wilhelm al III-lea al Prusiei, a domnit ca rege al Prusiei din 1840 până în 1861.

## Biografie
Frederic Wilhelm a fost educat de tutori particulari, mulți dintre ei funcționari publici cum ar fi Friedrich Ancillon. El a obținut și o experiență militară servind în armată în timpul războiului de eliberare împotriva lui Napoleon I al Franței în 1814, deși a fost un soldat indiferent. A fost un desenator interesat atât de arhitectură cât și de amenajare peisagistică și a fost patron al mai multor mari artiști germani, inclusiv al arhitectului Karl Friedrich Schinkel și a compozitorul Felix Mendelssohn. S-a căsătorit cu Elisabeth Ludovika de Bavaria în 1823, dar cuplul nu a avut copii.